# Variations on Cadet Rousselle
Variations on Cadet Rousselle is een gezamenlijke compositie van Frank Bridge, John Ireland, Arnold Bax en Eugene Goossens. Het was bedoeld als een muzikaal grapje ter afsluiting van concert. De vier schreven hun versie van Cadet Rousselle van Gaspard de Chenu voor zangstem en piano.
Het werk bestaande uit twaalf variaties werd als volgt verdeeld:
- Variatie 1: Bridge
- variatie 2 : Bax
- variatie 3 : Bridge
- variatie 4 : Ireland
- variatie 5 : Bax
- variatie 6 : Bridge
- variatie 7 : Goossens
- variatie 8: Ireland
- variatie 9: Ireland
- variatie 10 : Goossens
- variatie 11: Goossens
- variatie 12 : Bax

Het gehele werk ging in première op 6 juni 1919. Edwin Evans was een muziekrecensent en bevriend met alle vier. Goossens arrangeerde alle variaties behalve 9 en 10 in 1930 naar klein orkest (2 dwarsfluiten, 2 hobo’s, 2 klarinetten, 1 fagot, 4 hoorns, 1 trompet, pauken, 3 man/vrouw percussie, 1 harp en violen, altviolen, celli en contrabassen).